# Axel Nielsen
Axel Eduard Hjorth Nielsen, född 30 december 1880, död 22 maj 1951, var en dansk nationalekonom.
Nielsen blev professor i statsvetenskap vid Köpenhamns universitet 1911. Han var medlem i prisregleringskommissionen 1914-21, medlem i Nationalbankens representantskap, ordförande i Nationaløkonomisk Forening med mera. Nielsens främsta vetenskapliga verk var Bankpolitik (2 band, 1923-30), vars första del översiktligt behandlade bank- och penningteorin och andra del ger en översikt över de mest betydande ländernas bankväsende. Bland övriga vetenskapliga verk märks Forholdet mellem Nationaløkonomiens Teori og Politik (1912), Den skandinaviske Møntunion (1917) och Dänische Wirtschafsgeschichte (1933).

## Utmärkelser
- Riddare av Dannebrogorden,  1925[1]
- Dannebrogsmännens hederstecken,  1936[1]
- Kommendör av Dannebrogorden,  1940[1]

[Redigera Wikidata]